# 2009 KV36
2009 KV36, também escrito como 2009 KV36, é um objeto transnetuniano que está localizado no Cinturão de Kuiper, uma região do Sistema Solar. Este corpo celeste é classificado como um provável cubewano. Ele possui uma magnitude absoluta de 8,2 e tem um diâmetro estimado com 101 km.

## Descoberta
2009 KV36 foi descoberto no dia 25 de maio de 2009.

## Órbita
A órbita de 2009 KV36 tem uma excentricidade de 0,038 e possui um semieixo maior de 42,924 UA. O seu periélio leva o mesmo a uma distância de 41,306 UA em relação ao Sol e seu afélio a 44,542 UA.